# Nagroda Tähtivaeltaja
Nagroda Tähtivaeltaja (fiń. Tähtivaeltaja-palkinto, pol. Nagroda Gwiezdnego Wędrowca) – coroczna nagroda przyznawana przez Helsińskie Stowarzyszenie Science Fiction (wydawcy magazynu „Tähtivaeltaja”) dla najlepszej książki science fiction wydanej w języku fińskim.

## Zwycięzcy
| Rok  | Autor                          | Tytuł                               | Wydawnictwo   | Nominacje |
| ---- | ------------------------------ | ----------------------------------- | ------------- | --- |
| 1986 | Cordwainer Smith               | A Planet Named Shayol               | WSOY          | |
| 1987 | Joanna Russ                    | The Female Man                      | Kirjayhtymä   | |
| 1988 | Greg Bear                      | Pieśń krwi                          | Karisto       | |
| 1989 | Flann O’Brien                  | Trzeci policjant                    | WSOY          | |
| 1990 | Brian Aldiss                   | Trylogia Helikonii                  | Kirjayhtymä   | |
| 1991 | Philip K. Dick                 | Przez ciemne zwierciadło            | Love Kirjat   | |
| 1992 | Wiliam Gibson                  | Neuromancer                         | WSOY          | |
| 1993 | Philip K. Dick                 | Człowiek z Wysokiego Zamku          | WSOY          | |
| 1994 | Simon Ings                     | Hot Head                            | Loki-Kirjat   | |
| 1995 | Iain M. Banks                  | Gracz                               | Loki-Kirjat   | |
| 1996 | Mary Rosenblum                 | Chimera                             | Jalava        | |
| 1997 | Theodore Roszak                | Flicker                             | Like          | |
| 1998 | Dan Simmons                    | Hyperion                            | Like          | |
| 1999 | Stefano Benni                  | Baol                                | Loki-Kirjat   | |
| 2000 | Will Self                      | Wielkie małpy                       | Otava         | |
| 2001 | Pasi Ilmari Jääskeläinen       | Missä junat kääntyvät               | Portti        | |
| 2002 | Jonathan Lethem                | Pistolet z pozytywką                | Loki-Kirjat   | |
| 2003 | Ray Loriga                     | Tokio ya no nos quiere              | Like          | |
| 2004 | J.G. Ballard                   | Super-Cannes                        | Like          | |
| 2005 | M. John Harrison               | Światło                             | Like          | Iain Banks: Look to Windward Simon Ings: City of the Iron Fish Mikael Niemi: Nahkakolo Tero Niemi i Anne Salminen: Nimbus ja tähdet                                                                     |
| 2006 | Risto Isomäki                  | Sarasvatin hiekkaa                  | Tammi         | Ursula K. Le Guin: Wszystkie strony świata Alastair Reynolds: Diamentowe psy. Turkusowe dni Philip Roth: Spisek przeciwko Ameryce Johanna Sinisalo: Kädettömät kuninkaat ja muita häiritseviä tarinoita |
| 2007 | Stepan Chapman                 | Trojka                              | The Tree Club | Steve Aylett: Atom Benoît Duteurtre: La petite fille et la cigarette Michel Houellebecq: Możliwość wyspy J. Pekka Mäkelä: Alshain                                                                       |
| 2008 | Richard Matheson               | Jestem legendą                      | Vaskikirjat   | Steven Hall: Pożeracz myśli J. Pekka Mäkelä: Nedut M.G. Soikkeli: Marsin ikävä ja muita kertomuksia Howard Waldrop: All About Strange Monsters of the Recent Past                                       |
| 2009 | Cormac McCarthy                | Droga                               | WSOY          | M. John Harrison: Nova swing Viivi Hyvönen: Apina ja Uusikuu David Mitchell: Atlas chmur Maarit Verronen: Karsintavaihe                                                                                 |
| 2010 | Hal Duncan                     | Vellum                              | Like          | Charlotte Perkins Gilman: Herland Teemu Kaskinen: Sinulle, yö Ursula K. Le Guin: Opowiadanie świata Michael Moorcock: I Ujrzeli Człowieka                                                               |
| 2011 | Maarit Verronen                | Kirkkaan selkeää                    | Tammi         | Margaret Atwood: Rok Potopu Pat Cadigan: Mindplayers Philip K. Dick: Doktor Bluthgeld Hal Duncan: Atrament. Księga wszystkich godzin 2                                                                  |
| 2012 | Hannu Rajaniemi                | Kwantowy złodziej                   | Gummerus      | Eija Lappalainen i Anne Leinonen: Routasisarukset China Miéville: Miasto i miasto Alastair Reynolds: Terminal World Johanna Sinisalo: Enkelten verta                                                    |
| 2013 | Gene Wolfe                     | Cień kata                           | Gummerus      | Iain Banks: Surface Detail Ernest Cline: Ready Player One Emmi Itäranta: Teemestarin kirja Alastair Reynolds: Blue Remembered Earth                                                                     |
| 2014 | Peter Watts                    | Ślepowidzenie                       | Gummerus      | Iain Banks: Transition Lauren Beukes: Lśniące dziewczyny Hugh Howey: Silos Johanna Sinisalo: Auringon ydin                                                                                              |
| 2015 | Antti Salminen                 | Lomonosovin moottori                | Poesia        | Petri Laine i Anne Leinonen: Kuulen laulun kaukaisen Thomas Pynchon: Tęcza grawitacji Alastair Reynolds: On the Steel Breeze Jani Saxell: Sotilasrajan unet                                             |
| 2016 | Margaret Atwood                | MaddAddam                           | Otava         | Emmi Itäranta: Kudottujen kujien kaupunki Ursula K. Le Guin: Oko czapli Jeff VanderMeer: Unicestwienie Gene Wolfe: Miecz liktora                                                                        |
| 2017 | Lauren Beukes                  | Zoo City                            | Aula & Co     | M.R. Carey: The Girl with All the Gifts Hannu Rajaniemi: Näkymättömät planeetat Alastair Reynolds: Poseidon's Wake George Saunders: CivilWarLand in Bad Decline                                         |
| 2018 | Jani Saxell                    | Tuomiopäivän karavaani              | WSOY          | Tuomo Jäntti: Verso Heikki Kännö: Mehiläistie Jukka Laajarinne: Pinnan alla pimeä David Mitchell: Czasomierze                                                                                           |
| 2019 | Johannes Anyuru                | He hukkuvat äitiensä kyyneliin      | S&S           | Cixin Liu: Problem trzech ciał Hannu Rajaniemi: Kesämaa George Saunders: Lincoln in the Bardo Rivers Solomon: Menneisyyden kaiku                                                                        |
| 2020 | Margaret Atwood                | Testamenty                          | Otava         | Naomi Alderman: Siła Agustina Bazterrica: Rotukarja Peter Høeg: Gennem dine øjne Antti Salminen: Mir |
| 2021 | Emmi Itäranta                  | Kuunpäivän kirjeet                  | Teos          | Liu Cixin: Koniec śmierci Laura Gustafsson: Rehab Kim Liggett: Armonvuosi David Foster Wallace: Päättymätön riemu                                                                                       |
| 2022 | Kazuo Ishiguro                 | Klara i słońce                      | Tammi         | Anne-Maija Aalto: Mistä valo pääsee sisään N.K. Jemisin: Piąta pora roku Marc-Uwe Kling: QualityLand Yōko Ogawa: Muistipoliisi''                                                                        |
| 2023 | Amal El-Mohtar i Max Gladstone | Tak właśnie przegrywasz Wojnę Czasu | Hertta        | |